# Metopius zuluensis
Metopius zuluensis är en stekelart som beskrevs av Pierre L. G. Benoit 1965. Metopius zuluensis ingår i släktet Metopius och familjen brokparasitsteklar. Inga underarter finns listade i Catalogue of Life.